# وكالة إعادة هيكلة البنك الإندونيسي
وكالة إعادة هيكلة البنك الإندونيسي (بالإندونيسية: Badan Penyehatan Perbankan Nasional) في أوائل عام 1998 قامت واحدة من سلسلة من الخطوات التي اتخذتها الحكومة الإندونيسية بالاتفاق مع صندوق النقد الدولي في 15 يناير 1998 استجابة للأزمة المصرفية والاقتصادية التي ظهرت في أعقاب الأزمة المالية الآسيوية في منتصف عام 1997. من بين أمور أخرى أدى الانخفاض الحاد في قيمة الروبية إلى انخفاض السيولة لدى البنوك، وفقدان ثقة الجمهور في الروبية والنظام المصرفي بشكل عام.
عند إنشاء وكالة إعادة هيكلة البنك الإندونيسي كانت السلطات الإندونيسية تقوم بشكل فعال بإنشاء أداة مالية «للبنك السيئ» للسماح بفصل الديون المعدومة عن البنوك القائمة بهدف تعزيز الانتعاش الشامل للنظام المالي في إندونيسيا.
كتدبير للتعامل مع ندرة السيولة في النظام المصرفي في البلاد في أواخر عام 1997 وأوائل عام 1998، قدم البنك المركزي (بنك إندونيسيا) كمقرض قروضاً لمساعدة السيولة للبنوك. بالإضافة إلى ذلك وضعت الحكومة برنامج ضمان شامل لجميع الالتزامات المصرفية، لوقف المزيد من تآكل الثقة تجاه النظام. تركت هذه العملية النظام المصرفي الإندونيسي يحمل عددًا كبيرًا من القروض المعدومة في نهاية عام 1997.

## التاريخ

### التأسيس
تم تأسيس وكالة إعادة هيكلة في 26 يناير 1998 (بناءً على المرسوم الرئاسي رقم 27 سنة 1998)، وكان من المخطط أن يكون عمره خمس سنوات من أجل القيام بمهامه. في هذه الحالة استغرقت عملية تصفية الوكالة وقتًا أطول من المخطط لها وتم إنهاء الوكالة أخيرًا في 30 أبريل 2004. وفقًا للمرسوم المنشئ للوكالة (المرسوم الرئاسي رقم 27 لسنة 1998)، كانت أهداف الوكالة هي إدارة برنامج الضمان الشامل للحكومة، و الإشراف على وإدارة وإعادة هيكلة البنوك المتعثرة. تم تمديد هذه الأهداف في 27 فبراير 1999 لتشمل إدارة أصول الحكومة في البنوك المنفذة في ظل حالة إعادة الهيكلة ولتحسين معدل استرداد أصول البنوك المتعثرة. اضطلعت الوكالة بسلسلة شاملة من الأنشطة التي تتكون من برنامج المسئولية المصرفية وإعادة هيكلة البنوك وإعادة هيكلة القروض المصرفية وتسوية المساهمين واسترداد أموال الدولة. ونفذت هذه من قبل وحدات التشغيل الرئيسية داخل الوكالة (إعادة هيكلة البنك، ائتمان إدارة الأصول، استثمار إدارة الأصول، إدارة المخاطر، الدعم والإدارة).
أشرفت الوكالة من قبل وزارة المالية ولجنة سياسات القطاع المالي ولجنة الرقابة. تشكلت لجنة سياسات القطاع المالي في 21 أغسطس 1998 ، وكان من بين أعضائها وزراء الاقتصاد الرئيسيون في إندونيسيا، ولجنة المراجعة المستقلة التي تضم ممثلين عن صندوق النقد الدولي، البنك الدولي وبنك التنمية الآسيوي.

### الجدال
خلال فترة وجود الوكالة كانت الوكالة لديها سجل مضطرب. تم انتقاد الوكالة لتباطؤها في تنفيذ مهامها لإعادة الهيكلة، بسبب الافتقار إلى الشفافية، وللمخالفات المزعومة. كان هناك أيضًا جدل كبير حول عملياتها، بما في ذلك رواتب كبار الموظفين والتي قيل إنها مرتفعة جدًا.

### القيادة
كانت إحدى المشكلات الرئيسية للوكالة هي أنه بسبب فترة عدم الاستقرار السياسي التي مرت بها إندونيسيا بعد سقوط الرئيس سوهارتو في مايو 1998، حدثت العديد من التغييرات في القيادة لكيتوا أو الرئيس للوكالة . خلال ست سنوات من عمليات الوكالة كان هناك ما مجموعه سبعة رؤساء للوكالة.

## الإغلاق
عندما أغلقت الوكالة أخيرًا في نهاية أبريل 2004، كان رئيس الوكالة العليا لمراجعة الحسابات في إندونيسيا بيلي جودونو حذراً بشأن التوصل إلى استنتاجات حول أداء الوكالة. قبل تقديم تقرير إلى البرلمان الإندونيسي أشار بيلي جويدونو إلى أن الوكالة قامت على ما يبدو بعملها في إعادة هيكلة غالبية البنوك المتعثرة ولكنه مع ذلك ترك استنتاجات أخرى حول أداء الوكالة إلى البرلمان.